# Equipe monegasca na Copa Davis
A equipe monegasca na Copa Davis representa Mônaco na Copa Davis, principal competição de tênis masculina por equipes do mundo. É administrada pela Fédération Monegasque de Lawn Tennis.